# Rauvolfia javanica
Rauvolfia javanica är en oleanderväxtart som beskrevs av Sijfert Hendrik Koorders och Valeton. Rauvolfia javanica ingår i släktet Rauvolfia och familjen oleanderväxter. Inga underarter finns listade i Catalogue of Life.